# Эль-Букайрия
Эль-Букайри́я (араб. البكيرية‎) — город в Саудовской Аравии и административная столица провинции Эль-Букайрия в регионе Эль-Касим. Расположен в Неджде, в центральной части Саудовской Аравии, в 36 км к юго-западу от Бурайды.